# Tommaso Corsini (politico 1903)
Tommaso Corsini, VIII principe di Sismano (Firenze, 5 dicembre 1903 – 4 giugno 1980), è stato un politico italiano.
È stato deputato all'Assemblea Costituente.

## Biografia
Tommaso Corsini era il figlio primogenito del principe Filippo (1873-1926), sindaco di Firenze, e della principessa, nata Lucrezia Rasponi dalle Teste. Alla morte dello zio Andrea Carlo (1866-1952), scapolo e senza figli, egli gli subentra come principe di Sismano.
Fu appassionato ed esperto nel campo dell'agricoltura e dell'allevamento, contribuendo non poco all'ammodernamento del settore in Toscana ed in Umbria; sua moglie, Donna Elena Avogadro di Collobiano, riuscì a salvare la Galleria Corsini e molti altri tesori d'arte dai bombardamenti e dal passaggio del fronte durante la II guerra mondiale.
Loro figlio Filippo (1937) è il IX e attuale principe: sposato con la prima cugina, Georgiana Avogadro di Collobiano, ha avuto quattro figli e numerosi nipoti.

## Albero genealogico
|                                           |                                |                                                 | Genitori                                            |  |  | Nonni |  |  | Bisnonni                            |  |  | Trisnonni                               |  |
|                                           |                                |                                                 |                                                     |  |  |       |  |  | Neri Corsini, V principe di Sismano |  |  | Tommaso Corsini, IV principe di Sismano |  |
|                                           |                                |                                                 |                                                     |  |  |       |  |  | Neri Corsini, V principe di Sismano |  |  | Tommaso Corsini, IV principe di Sismano |  |
|                                           |                                | Antonia Cecilia Hayeck von Walstatten           |                                                     |  |  |       |  |  | Neri Corsini, V principe di Sismano |  |  |                                         |  |
| Tommaso Corsini (politico 1835)           |                                |                                                 |                                                     |  |  |       |  |  | Neri Corsini, V principe di Sismano |  |  |                                         |  |
|                                           |                                | Eleonora Rinuccini                              | Pierfrancesco Rinuccini, marchese di Baselice       |  |  |       |  |  |                                     |  |  |                                         |  |
|                                           |                                | Eleonora Rinuccini                              | Pierfrancesco Rinuccini, marchese di Baselice       |  |  |       |  |  |                                     |  |  |                                         |  |
|                                           |                                | Eleonora Rinuccini                              | Teresa Antinori                                     |  |  |       |  |  |                                     |  |  |                                         |  |
| Filippo Corsini, VII principe di Sismano  |                                | Eleonora Rinuccini                              |                                                     |  |  |       |  |  |                                     |  |  |                                         |  |
|                                           |                                | Felice Barberini Colonna, duca di Castelvecchio | Francesco Barberini Colonna, principe di Palestrina |  |  |       |  |  |                                     |  |  |                                         |  |
|                                           |                                | Felice Barberini Colonna, duca di Castelvecchio | Francesco Barberini Colonna, principe di Palestrina |  |  |       |  |  |                                     |  |  |                                         |  |
|                                           |                                | Felice Barberini Colonna, duca di Castelvecchio | Vittoria Colonna                                    |  |  |       |  |  |                                     |  |  |                                         |  |
| Anna Barberini Colonna                    |                                | Felice Barberini Colonna, duca di Castelvecchio |                                                     |  |  |       |  |  |                                     |  |  |                                         |  |
|                                           |                                | Giuliana Falconieri                             | Orazio Falconieri                                   |  |  |       |  |  |                                     |  |  |                                         |  |
|                                           |                                | Giuliana Falconieri                             | Orazio Falconieri                                   |  |  |       |  |  |                                     |  |  |                                         |  |
|                                           |                                | Giuliana Falconieri                             | Paola Carcano                                       |  |  |       |  |  |                                     |  |  |                                         |  |
| Tommaso Corsini, VIII principe di Sismano |                                | Giuliana Falconieri                             |                                                     |  |  |       |  |  |                                     |  |  |                                         |  |
|                                           | Costantino Rasponi delle Teste | Ippolito Rasponi delle Teste                    |                                                     |  |  |       |  |  |                                     |  |  |                                         |  |
|                                           | Costantino Rasponi delle Teste | Ippolito Rasponi delle Teste                    |                                                     |  |  |       |  |  |                                     |  |  |                                         |  |
|                                           | Costantino Rasponi delle Teste | Lucrezia Mangilli                               |                                                     |  |  |       |  |  |                                     |  |  |                                         |  |
| Giuseppe Rasponi delle Teste              | Costantino Rasponi delle Teste |                                                 |                                                     |  |  |       |  |  |                                     |  |  |                                         |  |
|                                           |                                | Marianna Lanfranchi Lanfreducci Ubaldini        | Giulio Lanfranchi Lanfreducci Ubaldini              |  |  |       |  |  |                                     |  |  |                                         |  |
|                                           |                                | Marianna Lanfranchi Lanfreducci Ubaldini        | Giulio Lanfranchi Lanfreducci Ubaldini              |  |  |       |  |  |                                     |  |  |                                         |  |
|                                           |                                | Marianna Lanfranchi Lanfreducci Ubaldini        | Maria Tommasi                                       |  |  |       |  |  |                                     |  |  |                                         |  |
| Lucrezia Rasponi dalle Teste              |                                | Marianna Lanfranchi Lanfreducci Ubaldini        |                                                     |  |  |       |  |  |                                     |  |  |                                         |  |
|                                           |                                | Giuseppe Pasolini dall'Onda                     | Pier Desiderio Pasolini dall'Onda                   |  |  |       |  |  |                                     |  |  |                                         |  |
|                                           |                                | Giuseppe Pasolini dall'Onda                     | Pier Desiderio Pasolini dall'Onda                   |  |  |       |  |  |                                     |  |  |                                         |  |
|                                           |                                | Giuseppe Pasolini dall'Onda                     | Amalia Santacroce                                   |  |  |       |  |  |                                     |  |  |                                         |  |
| Angelica Pasolini dall'Onda               |                                | Giuseppe Pasolini dall'Onda                     |                                                     |  |  |       |  |  |                                     |  |  |                                         |  |
|                                           |                                | Antonietta Bassi                                | Paolo Luigi Bassi                                   |  |  |       |  |  |                                     |  |  |                                         |  |
|                                           |                                | Antonietta Bassi                                | Paolo Luigi Bassi                                   |  |  |       |  |  |                                     |  |  |                                         |  |
|                                           |                                | Antonietta Bassi                                | Elisabetta Cavazzi della Somaglia                   |  |  |       |  |  |                                     |  |  |                                         |  |
|                                           |                                | Antonietta Bassi                                |                                                     |  |  |       |  |  |                                     |  |  |                                         |  |